# Bakuba
Bakuba (arab. بعقوبة) – miasto w środkowym Iraku, na Nizinie Mezopotamskiej, nad rzeką Dijala, na północny wschód od Bagdadu. Jego nazwa pochodzi od słów w języku aramejskim Bāya ʿqūbā, co oznacza "dom Jakuba". Miasto położone jest na miejscu osady z czasów przedislamskich.
Populacja liczy około 280 tys. mieszkańców.